# Сині Гори
Сині Гори (біл. вёска Сінія Горы) — село в складі Смолевицького району Мінської області, Білорусь. Село підпорядковане Драчківській сільській раді, розташоване в центральній частині області.